# Frederick Gamage
Frederick E. Gamage (Westborough, 21 novembre 1882 – Brockton, 26 dicembre 1956) è stato un compositore di scacchi statunitense.
È considerato uno dei maggiori specialisti dei problemi in due mosse della prima metà del Novecento. Ottenne molte premiazioni, tra cui diversi primi premi.
Giudice Internazionale FIDE per la composizione, fece parte della delegazione degli Stati Uniti nei primi congressi della PCCC.
Alain C. White gli dedicò il libro F. Gamage, An Artist in Chess Problems (Overbrook Press, Stamford, Conn., 1941).
Nel 2004 Mike Prcic, editore della rivista statunitense  StrateGems, ha pubblicato su di lui l'antologia «Frederick Gamage».
Il tema Gamage del due mosse prende il suo nome: Le difese nere interferiscono l'azione di un pezzo nero inchiodato, che può essere schiodato direttamente dal pezzo bianco inchiodante, che matta.
Il tema ebbe origine dal seguente problema, che nel 1911 vinse il primo premio in un concorso della rivista svedese Tidskrift för Schack.
|   | a | b | c | d | e | f | g | h |   |
| 8 | c8 donna del bianco · b7 pedone del bianco · d7 pedone del nero · h7 alfiere del bianco · a6 re del bianco · b6 cavallo del bianco · c6 donna del nero · h6 alfiere del bianco · a5 cavallo del nero · b5 pedone del nero · b4 torre del bianco · d4 torre del bianco · a3 pedone del nero · c3 re del nero · a2 pedone del bianco · b1 cavallo del nero | c8 donna del bianco · b7 pedone del bianco · d7 pedone del nero · h7 alfiere del bianco · a6 re del bianco · b6 cavallo del bianco · c6 donna del nero · h6 alfiere del bianco · a5 cavallo del nero · b5 pedone del nero · b4 torre del bianco · d4 torre del bianco · a3 pedone del nero · c3 re del nero · a2 pedone del bianco · b1 cavallo del nero | c8 donna del bianco · b7 pedone del bianco · d7 pedone del nero · h7 alfiere del bianco · a6 re del bianco · b6 cavallo del bianco · c6 donna del nero · h6 alfiere del bianco · a5 cavallo del nero · b5 pedone del nero · b4 torre del bianco · d4 torre del bianco · a3 pedone del nero · c3 re del nero · a2 pedone del bianco · b1 cavallo del nero | c8 donna del bianco · b7 pedone del bianco · d7 pedone del nero · h7 alfiere del bianco · a6 re del bianco · b6 cavallo del bianco · c6 donna del nero · h6 alfiere del bianco · a5 cavallo del nero · b5 pedone del nero · b4 torre del bianco · d4 torre del bianco · a3 pedone del nero · c3 re del nero · a2 pedone del bianco · b1 cavallo del nero | c8 donna del bianco · b7 pedone del bianco · d7 pedone del nero · h7 alfiere del bianco · a6 re del bianco · b6 cavallo del bianco · c6 donna del nero · h6 alfiere del bianco · a5 cavallo del nero · b5 pedone del nero · b4 torre del bianco · d4 torre del bianco · a3 pedone del nero · c3 re del nero · a2 pedone del bianco · b1 cavallo del nero | c8 donna del bianco · b7 pedone del bianco · d7 pedone del nero · h7 alfiere del bianco · a6 re del bianco · b6 cavallo del bianco · c6 donna del nero · h6 alfiere del bianco · a5 cavallo del nero · b5 pedone del nero · b4 torre del bianco · d4 torre del bianco · a3 pedone del nero · c3 re del nero · a2 pedone del bianco · b1 cavallo del nero | c8 donna del bianco · b7 pedone del bianco · d7 pedone del nero · h7 alfiere del bianco · a6 re del bianco · b6 cavallo del bianco · c6 donna del nero · h6 alfiere del bianco · a5 cavallo del nero · b5 pedone del nero · b4 torre del bianco · d4 torre del bianco · a3 pedone del nero · c3 re del nero · a2 pedone del bianco · b1 cavallo del nero | c8 donna del bianco · b7 pedone del bianco · d7 pedone del nero · h7 alfiere del bianco · a6 re del bianco · b6 cavallo del bianco · c6 donna del nero · h6 alfiere del bianco · a5 cavallo del nero · b5 pedone del nero · b4 torre del bianco · d4 torre del bianco · a3 pedone del nero · c3 re del nero · a2 pedone del bianco · b1 cavallo del nero | 8 |
| 7 | c8 donna del bianco · b7 pedone del bianco · d7 pedone del nero · h7 alfiere del bianco · a6 re del bianco · b6 cavallo del bianco · c6 donna del nero · h6 alfiere del bianco · a5 cavallo del nero · b5 pedone del nero · b4 torre del bianco · d4 torre del bianco · a3 pedone del nero · c3 re del nero · a2 pedone del bianco · b1 cavallo del nero | c8 donna del bianco · b7 pedone del bianco · d7 pedone del nero · h7 alfiere del bianco · a6 re del bianco · b6 cavallo del bianco · c6 donna del nero · h6 alfiere del bianco · a5 cavallo del nero · b5 pedone del nero · b4 torre del bianco · d4 torre del bianco · a3 pedone del nero · c3 re del nero · a2 pedone del bianco · b1 cavallo del nero | c8 donna del bianco · b7 pedone del bianco · d7 pedone del nero · h7 alfiere del bianco · a6 re del bianco · b6 cavallo del bianco · c6 donna del nero · h6 alfiere del bianco · a5 cavallo del nero · b5 pedone del nero · b4 torre del bianco · d4 torre del bianco · a3 pedone del nero · c3 re del nero · a2 pedone del bianco · b1 cavallo del nero | c8 donna del bianco · b7 pedone del bianco · d7 pedone del nero · h7 alfiere del bianco · a6 re del bianco · b6 cavallo del bianco · c6 donna del nero · h6 alfiere del bianco · a5 cavallo del nero · b5 pedone del nero · b4 torre del bianco · d4 torre del bianco · a3 pedone del nero · c3 re del nero · a2 pedone del bianco · b1 cavallo del nero | c8 donna del bianco · b7 pedone del bianco · d7 pedone del nero · h7 alfiere del bianco · a6 re del bianco · b6 cavallo del bianco · c6 donna del nero · h6 alfiere del bianco · a5 cavallo del nero · b5 pedone del nero · b4 torre del bianco · d4 torre del bianco · a3 pedone del nero · c3 re del nero · a2 pedone del bianco · b1 cavallo del nero | c8 donna del bianco · b7 pedone del bianco · d7 pedone del nero · h7 alfiere del bianco · a6 re del bianco · b6 cavallo del bianco · c6 donna del nero · h6 alfiere del bianco · a5 cavallo del nero · b5 pedone del nero · b4 torre del bianco · d4 torre del bianco · a3 pedone del nero · c3 re del nero · a2 pedone del bianco · b1 cavallo del nero | c8 donna del bianco · b7 pedone del bianco · d7 pedone del nero · h7 alfiere del bianco · a6 re del bianco · b6 cavallo del bianco · c6 donna del nero · h6 alfiere del bianco · a5 cavallo del nero · b5 pedone del nero · b4 torre del bianco · d4 torre del bianco · a3 pedone del nero · c3 re del nero · a2 pedone del bianco · b1 cavallo del nero | c8 donna del bianco · b7 pedone del bianco · d7 pedone del nero · h7 alfiere del bianco · a6 re del bianco · b6 cavallo del bianco · c6 donna del nero · h6 alfiere del bianco · a5 cavallo del nero · b5 pedone del nero · b4 torre del bianco · d4 torre del bianco · a3 pedone del nero · c3 re del nero · a2 pedone del bianco · b1 cavallo del nero | 7 |
| 6 | c8 donna del bianco · b7 pedone del bianco · d7 pedone del nero · h7 alfiere del bianco · a6 re del bianco · b6 cavallo del bianco · c6 donna del nero · h6 alfiere del bianco · a5 cavallo del nero · b5 pedone del nero · b4 torre del bianco · d4 torre del bianco · a3 pedone del nero · c3 re del nero · a2 pedone del bianco · b1 cavallo del nero | c8 donna del bianco · b7 pedone del bianco · d7 pedone del nero · h7 alfiere del bianco · a6 re del bianco · b6 cavallo del bianco · c6 donna del nero · h6 alfiere del bianco · a5 cavallo del nero · b5 pedone del nero · b4 torre del bianco · d4 torre del bianco · a3 pedone del nero · c3 re del nero · a2 pedone del bianco · b1 cavallo del nero | c8 donna del bianco · b7 pedone del bianco · d7 pedone del nero · h7 alfiere del bianco · a6 re del bianco · b6 cavallo del bianco · c6 donna del nero · h6 alfiere del bianco · a5 cavallo del nero · b5 pedone del nero · b4 torre del bianco · d4 torre del bianco · a3 pedone del nero · c3 re del nero · a2 pedone del bianco · b1 cavallo del nero | c8 donna del bianco · b7 pedone del bianco · d7 pedone del nero · h7 alfiere del bianco · a6 re del bianco · b6 cavallo del bianco · c6 donna del nero · h6 alfiere del bianco · a5 cavallo del nero · b5 pedone del nero · b4 torre del bianco · d4 torre del bianco · a3 pedone del nero · c3 re del nero · a2 pedone del bianco · b1 cavallo del nero | c8 donna del bianco · b7 pedone del bianco · d7 pedone del nero · h7 alfiere del bianco · a6 re del bianco · b6 cavallo del bianco · c6 donna del nero · h6 alfiere del bianco · a5 cavallo del nero · b5 pedone del nero · b4 torre del bianco · d4 torre del bianco · a3 pedone del nero · c3 re del nero · a2 pedone del bianco · b1 cavallo del nero | c8 donna del bianco · b7 pedone del bianco · d7 pedone del nero · h7 alfiere del bianco · a6 re del bianco · b6 cavallo del bianco · c6 donna del nero · h6 alfiere del bianco · a5 cavallo del nero · b5 pedone del nero · b4 torre del bianco · d4 torre del bianco · a3 pedone del nero · c3 re del nero · a2 pedone del bianco · b1 cavallo del nero | c8 donna del bianco · b7 pedone del bianco · d7 pedone del nero · h7 alfiere del bianco · a6 re del bianco · b6 cavallo del bianco · c6 donna del nero · h6 alfiere del bianco · a5 cavallo del nero · b5 pedone del nero · b4 torre del bianco · d4 torre del bianco · a3 pedone del nero · c3 re del nero · a2 pedone del bianco · b1 cavallo del nero | c8 donna del bianco · b7 pedone del bianco · d7 pedone del nero · h7 alfiere del bianco · a6 re del bianco · b6 cavallo del bianco · c6 donna del nero · h6 alfiere del bianco · a5 cavallo del nero · b5 pedone del nero · b4 torre del bianco · d4 torre del bianco · a3 pedone del nero · c3 re del nero · a2 pedone del bianco · b1 cavallo del nero | 6 |
| 5 | c8 donna del bianco · b7 pedone del bianco · d7 pedone del nero · h7 alfiere del bianco · a6 re del bianco · b6 cavallo del bianco · c6 donna del nero · h6 alfiere del bianco · a5 cavallo del nero · b5 pedone del nero · b4 torre del bianco · d4 torre del bianco · a3 pedone del nero · c3 re del nero · a2 pedone del bianco · b1 cavallo del nero | c8 donna del bianco · b7 pedone del bianco · d7 pedone del nero · h7 alfiere del bianco · a6 re del bianco · b6 cavallo del bianco · c6 donna del nero · h6 alfiere del bianco · a5 cavallo del nero · b5 pedone del nero · b4 torre del bianco · d4 torre del bianco · a3 pedone del nero · c3 re del nero · a2 pedone del bianco · b1 cavallo del nero | c8 donna del bianco · b7 pedone del bianco · d7 pedone del nero · h7 alfiere del bianco · a6 re del bianco · b6 cavallo del bianco · c6 donna del nero · h6 alfiere del bianco · a5 cavallo del nero · b5 pedone del nero · b4 torre del bianco · d4 torre del bianco · a3 pedone del nero · c3 re del nero · a2 pedone del bianco · b1 cavallo del nero | c8 donna del bianco · b7 pedone del bianco · d7 pedone del nero · h7 alfiere del bianco · a6 re del bianco · b6 cavallo del bianco · c6 donna del nero · h6 alfiere del bianco · a5 cavallo del nero · b5 pedone del nero · b4 torre del bianco · d4 torre del bianco · a3 pedone del nero · c3 re del nero · a2 pedone del bianco · b1 cavallo del nero | c8 donna del bianco · b7 pedone del bianco · d7 pedone del nero · h7 alfiere del bianco · a6 re del bianco · b6 cavallo del bianco · c6 donna del nero · h6 alfiere del bianco · a5 cavallo del nero · b5 pedone del nero · b4 torre del bianco · d4 torre del bianco · a3 pedone del nero · c3 re del nero · a2 pedone del bianco · b1 cavallo del nero | c8 donna del bianco · b7 pedone del bianco · d7 pedone del nero · h7 alfiere del bianco · a6 re del bianco · b6 cavallo del bianco · c6 donna del nero · h6 alfiere del bianco · a5 cavallo del nero · b5 pedone del nero · b4 torre del bianco · d4 torre del bianco · a3 pedone del nero · c3 re del nero · a2 pedone del bianco · b1 cavallo del nero | c8 donna del bianco · b7 pedone del bianco · d7 pedone del nero · h7 alfiere del bianco · a6 re del bianco · b6 cavallo del bianco · c6 donna del nero · h6 alfiere del bianco · a5 cavallo del nero · b5 pedone del nero · b4 torre del bianco · d4 torre del bianco · a3 pedone del nero · c3 re del nero · a2 pedone del bianco · b1 cavallo del nero | c8 donna del bianco · b7 pedone del bianco · d7 pedone del nero · h7 alfiere del bianco · a6 re del bianco · b6 cavallo del bianco · c6 donna del nero · h6 alfiere del bianco · a5 cavallo del nero · b5 pedone del nero · b4 torre del bianco · d4 torre del bianco · a3 pedone del nero · c3 re del nero · a2 pedone del bianco · b1 cavallo del nero | 5 |
| 4 | c8 donna del bianco · b7 pedone del bianco · d7 pedone del nero · h7 alfiere del bianco · a6 re del bianco · b6 cavallo del bianco · c6 donna del nero · h6 alfiere del bianco · a5 cavallo del nero · b5 pedone del nero · b4 torre del bianco · d4 torre del bianco · a3 pedone del nero · c3 re del nero · a2 pedone del bianco · b1 cavallo del nero | c8 donna del bianco · b7 pedone del bianco · d7 pedone del nero · h7 alfiere del bianco · a6 re del bianco · b6 cavallo del bianco · c6 donna del nero · h6 alfiere del bianco · a5 cavallo del nero · b5 pedone del nero · b4 torre del bianco · d4 torre del bianco · a3 pedone del nero · c3 re del nero · a2 pedone del bianco · b1 cavallo del nero | c8 donna del bianco · b7 pedone del bianco · d7 pedone del nero · h7 alfiere del bianco · a6 re del bianco · b6 cavallo del bianco · c6 donna del nero · h6 alfiere del bianco · a5 cavallo del nero · b5 pedone del nero · b4 torre del bianco · d4 torre del bianco · a3 pedone del nero · c3 re del nero · a2 pedone del bianco · b1 cavallo del nero | c8 donna del bianco · b7 pedone del bianco · d7 pedone del nero · h7 alfiere del bianco · a6 re del bianco · b6 cavallo del bianco · c6 donna del nero · h6 alfiere del bianco · a5 cavallo del nero · b5 pedone del nero · b4 torre del bianco · d4 torre del bianco · a3 pedone del nero · c3 re del nero · a2 pedone del bianco · b1 cavallo del nero | c8 donna del bianco · b7 pedone del bianco · d7 pedone del nero · h7 alfiere del bianco · a6 re del bianco · b6 cavallo del bianco · c6 donna del nero · h6 alfiere del bianco · a5 cavallo del nero · b5 pedone del nero · b4 torre del bianco · d4 torre del bianco · a3 pedone del nero · c3 re del nero · a2 pedone del bianco · b1 cavallo del nero | c8 donna del bianco · b7 pedone del bianco · d7 pedone del nero · h7 alfiere del bianco · a6 re del bianco · b6 cavallo del bianco · c6 donna del nero · h6 alfiere del bianco · a5 cavallo del nero · b5 pedone del nero · b4 torre del bianco · d4 torre del bianco · a3 pedone del nero · c3 re del nero · a2 pedone del bianco · b1 cavallo del nero | c8 donna del bianco · b7 pedone del bianco · d7 pedone del nero · h7 alfiere del bianco · a6 re del bianco · b6 cavallo del bianco · c6 donna del nero · h6 alfiere del bianco · a5 cavallo del nero · b5 pedone del nero · b4 torre del bianco · d4 torre del bianco · a3 pedone del nero · c3 re del nero · a2 pedone del bianco · b1 cavallo del nero | c8 donna del bianco · b7 pedone del bianco · d7 pedone del nero · h7 alfiere del bianco · a6 re del bianco · b6 cavallo del bianco · c6 donna del nero · h6 alfiere del bianco · a5 cavallo del nero · b5 pedone del nero · b4 torre del bianco · d4 torre del bianco · a3 pedone del nero · c3 re del nero · a2 pedone del bianco · b1 cavallo del nero | 4 |
| 3 | c8 donna del bianco · b7 pedone del bianco · d7 pedone del nero · h7 alfiere del bianco · a6 re del bianco · b6 cavallo del bianco · c6 donna del nero · h6 alfiere del bianco · a5 cavallo del nero · b5 pedone del nero · b4 torre del bianco · d4 torre del bianco · a3 pedone del nero · c3 re del nero · a2 pedone del bianco · b1 cavallo del nero | c8 donna del bianco · b7 pedone del bianco · d7 pedone del nero · h7 alfiere del bianco · a6 re del bianco · b6 cavallo del bianco · c6 donna del nero · h6 alfiere del bianco · a5 cavallo del nero · b5 pedone del nero · b4 torre del bianco · d4 torre del bianco · a3 pedone del nero · c3 re del nero · a2 pedone del bianco · b1 cavallo del nero | c8 donna del bianco · b7 pedone del bianco · d7 pedone del nero · h7 alfiere del bianco · a6 re del bianco · b6 cavallo del bianco · c6 donna del nero · h6 alfiere del bianco · a5 cavallo del nero · b5 pedone del nero · b4 torre del bianco · d4 torre del bianco · a3 pedone del nero · c3 re del nero · a2 pedone del bianco · b1 cavallo del nero | c8 donna del bianco · b7 pedone del bianco · d7 pedone del nero · h7 alfiere del bianco · a6 re del bianco · b6 cavallo del bianco · c6 donna del nero · h6 alfiere del bianco · a5 cavallo del nero · b5 pedone del nero · b4 torre del bianco · d4 torre del bianco · a3 pedone del nero · c3 re del nero · a2 pedone del bianco · b1 cavallo del nero | c8 donna del bianco · b7 pedone del bianco · d7 pedone del nero · h7 alfiere del bianco · a6 re del bianco · b6 cavallo del bianco · c6 donna del nero · h6 alfiere del bianco · a5 cavallo del nero · b5 pedone del nero · b4 torre del bianco · d4 torre del bianco · a3 pedone del nero · c3 re del nero · a2 pedone del bianco · b1 cavallo del nero | c8 donna del bianco · b7 pedone del bianco · d7 pedone del nero · h7 alfiere del bianco · a6 re del bianco · b6 cavallo del bianco · c6 donna del nero · h6 alfiere del bianco · a5 cavallo del nero · b5 pedone del nero · b4 torre del bianco · d4 torre del bianco · a3 pedone del nero · c3 re del nero · a2 pedone del bianco · b1 cavallo del nero | c8 donna del bianco · b7 pedone del bianco · d7 pedone del nero · h7 alfiere del bianco · a6 re del bianco · b6 cavallo del bianco · c6 donna del nero · h6 alfiere del bianco · a5 cavallo del nero · b5 pedone del nero · b4 torre del bianco · d4 torre del bianco · a3 pedone del nero · c3 re del nero · a2 pedone del bianco · b1 cavallo del nero | c8 donna del bianco · b7 pedone del bianco · d7 pedone del nero · h7 alfiere del bianco · a6 re del bianco · b6 cavallo del bianco · c6 donna del nero · h6 alfiere del bianco · a5 cavallo del nero · b5 pedone del nero · b4 torre del bianco · d4 torre del bianco · a3 pedone del nero · c3 re del nero · a2 pedone del bianco · b1 cavallo del nero | 3 |
| 2 | c8 donna del bianco · b7 pedone del bianco · d7 pedone del nero · h7 alfiere del bianco · a6 re del bianco · b6 cavallo del bianco · c6 donna del nero · h6 alfiere del bianco · a5 cavallo del nero · b5 pedone del nero · b4 torre del bianco · d4 torre del bianco · a3 pedone del nero · c3 re del nero · a2 pedone del bianco · b1 cavallo del nero | c8 donna del bianco · b7 pedone del bianco · d7 pedone del nero · h7 alfiere del bianco · a6 re del bianco · b6 cavallo del bianco · c6 donna del nero · h6 alfiere del bianco · a5 cavallo del nero · b5 pedone del nero · b4 torre del bianco · d4 torre del bianco · a3 pedone del nero · c3 re del nero · a2 pedone del bianco · b1 cavallo del nero | c8 donna del bianco · b7 pedone del bianco · d7 pedone del nero · h7 alfiere del bianco · a6 re del bianco · b6 cavallo del bianco · c6 donna del nero · h6 alfiere del bianco · a5 cavallo del nero · b5 pedone del nero · b4 torre del bianco · d4 torre del bianco · a3 pedone del nero · c3 re del nero · a2 pedone del bianco · b1 cavallo del nero | c8 donna del bianco · b7 pedone del bianco · d7 pedone del nero · h7 alfiere del bianco · a6 re del bianco · b6 cavallo del bianco · c6 donna del nero · h6 alfiere del bianco · a5 cavallo del nero · b5 pedone del nero · b4 torre del bianco · d4 torre del bianco · a3 pedone del nero · c3 re del nero · a2 pedone del bianco · b1 cavallo del nero | c8 donna del bianco · b7 pedone del bianco · d7 pedone del nero · h7 alfiere del bianco · a6 re del bianco · b6 cavallo del bianco · c6 donna del nero · h6 alfiere del bianco · a5 cavallo del nero · b5 pedone del nero · b4 torre del bianco · d4 torre del bianco · a3 pedone del nero · c3 re del nero · a2 pedone del bianco · b1 cavallo del nero | c8 donna del bianco · b7 pedone del bianco · d7 pedone del nero · h7 alfiere del bianco · a6 re del bianco · b6 cavallo del bianco · c6 donna del nero · h6 alfiere del bianco · a5 cavallo del nero · b5 pedone del nero · b4 torre del bianco · d4 torre del bianco · a3 pedone del nero · c3 re del nero · a2 pedone del bianco · b1 cavallo del nero | c8 donna del bianco · b7 pedone del bianco · d7 pedone del nero · h7 alfiere del bianco · a6 re del bianco · b6 cavallo del bianco · c6 donna del nero · h6 alfiere del bianco · a5 cavallo del nero · b5 pedone del nero · b4 torre del bianco · d4 torre del bianco · a3 pedone del nero · c3 re del nero · a2 pedone del bianco · b1 cavallo del nero | c8 donna del bianco · b7 pedone del bianco · d7 pedone del nero · h7 alfiere del bianco · a6 re del bianco · b6 cavallo del bianco · c6 donna del nero · h6 alfiere del bianco · a5 cavallo del nero · b5 pedone del nero · b4 torre del bianco · d4 torre del bianco · a3 pedone del nero · c3 re del nero · a2 pedone del bianco · b1 cavallo del nero | 2 |
| 1 | c8 donna del bianco · b7 pedone del bianco · d7 pedone del nero · h7 alfiere del bianco · a6 re del bianco · b6 cavallo del bianco · c6 donna del nero · h6 alfiere del bianco · a5 cavallo del nero · b5 pedone del nero · b4 torre del bianco · d4 torre del bianco · a3 pedone del nero · c3 re del nero · a2 pedone del bianco · b1 cavallo del nero | c8 donna del bianco · b7 pedone del bianco · d7 pedone del nero · h7 alfiere del bianco · a6 re del bianco · b6 cavallo del bianco · c6 donna del nero · h6 alfiere del bianco · a5 cavallo del nero · b5 pedone del nero · b4 torre del bianco · d4 torre del bianco · a3 pedone del nero · c3 re del nero · a2 pedone del bianco · b1 cavallo del nero | c8 donna del bianco · b7 pedone del bianco · d7 pedone del nero · h7 alfiere del bianco · a6 re del bianco · b6 cavallo del bianco · c6 donna del nero · h6 alfiere del bianco · a5 cavallo del nero · b5 pedone del nero · b4 torre del bianco · d4 torre del bianco · a3 pedone del nero · c3 re del nero · a2 pedone del bianco · b1 cavallo del nero | c8 donna del bianco · b7 pedone del bianco · d7 pedone del nero · h7 alfiere del bianco · a6 re del bianco · b6 cavallo del bianco · c6 donna del nero · h6 alfiere del bianco · a5 cavallo del nero · b5 pedone del nero · b4 torre del bianco · d4 torre del bianco · a3 pedone del nero · c3 re del nero · a2 pedone del bianco · b1 cavallo del nero | c8 donna del bianco · b7 pedone del bianco · d7 pedone del nero · h7 alfiere del bianco · a6 re del bianco · b6 cavallo del bianco · c6 donna del nero · h6 alfiere del bianco · a5 cavallo del nero · b5 pedone del nero · b4 torre del bianco · d4 torre del bianco · a3 pedone del nero · c3 re del nero · a2 pedone del bianco · b1 cavallo del nero | c8 donna del bianco · b7 pedone del bianco · d7 pedone del nero · h7 alfiere del bianco · a6 re del bianco · b6 cavallo del bianco · c6 donna del nero · h6 alfiere del bianco · a5 cavallo del nero · b5 pedone del nero · b4 torre del bianco · d4 torre del bianco · a3 pedone del nero · c3 re del nero · a2 pedone del bianco · b1 cavallo del nero | c8 donna del bianco · b7 pedone del bianco · d7 pedone del nero · h7 alfiere del bianco · a6 re del bianco · b6 cavallo del bianco · c6 donna del nero · h6 alfiere del bianco · a5 cavallo del nero · b5 pedone del nero · b4 torre del bianco · d4 torre del bianco · a3 pedone del nero · c3 re del nero · a2 pedone del bianco · b1 cavallo del nero | c8 donna del bianco · b7 pedone del bianco · d7 pedone del nero · h7 alfiere del bianco · a6 re del bianco · b6 cavallo del bianco · c6 donna del nero · h6 alfiere del bianco · a5 cavallo del nero · b5 pedone del nero · b4 torre del bianco · d4 torre del bianco · a3 pedone del nero · c3 re del nero · a2 pedone del bianco · b1 cavallo del nero | 1 |
|   | a | b | c | d | e | f | g | h |   |

Soluzione:
1. Th4 !  (blocco)
1... d6  2. Dh8#

1... d5  2. Dh3#

1... D ∼  2. Cd5#

1... Cd2  2. Ag7#